# Couvrot

Couvrot este o comună în departamentul Marne, Franța. În 2009 avea o populație de 847 de locuitori.